# 遠藤新
遠藤 新（えんどう あらた、1889年6月1日 - 1951年6月29日）は、日本の建築家。フランク・ロイド・ライトに学び、そのデザイン・空間を自己のものとして設計活動を行った。

## 生涯

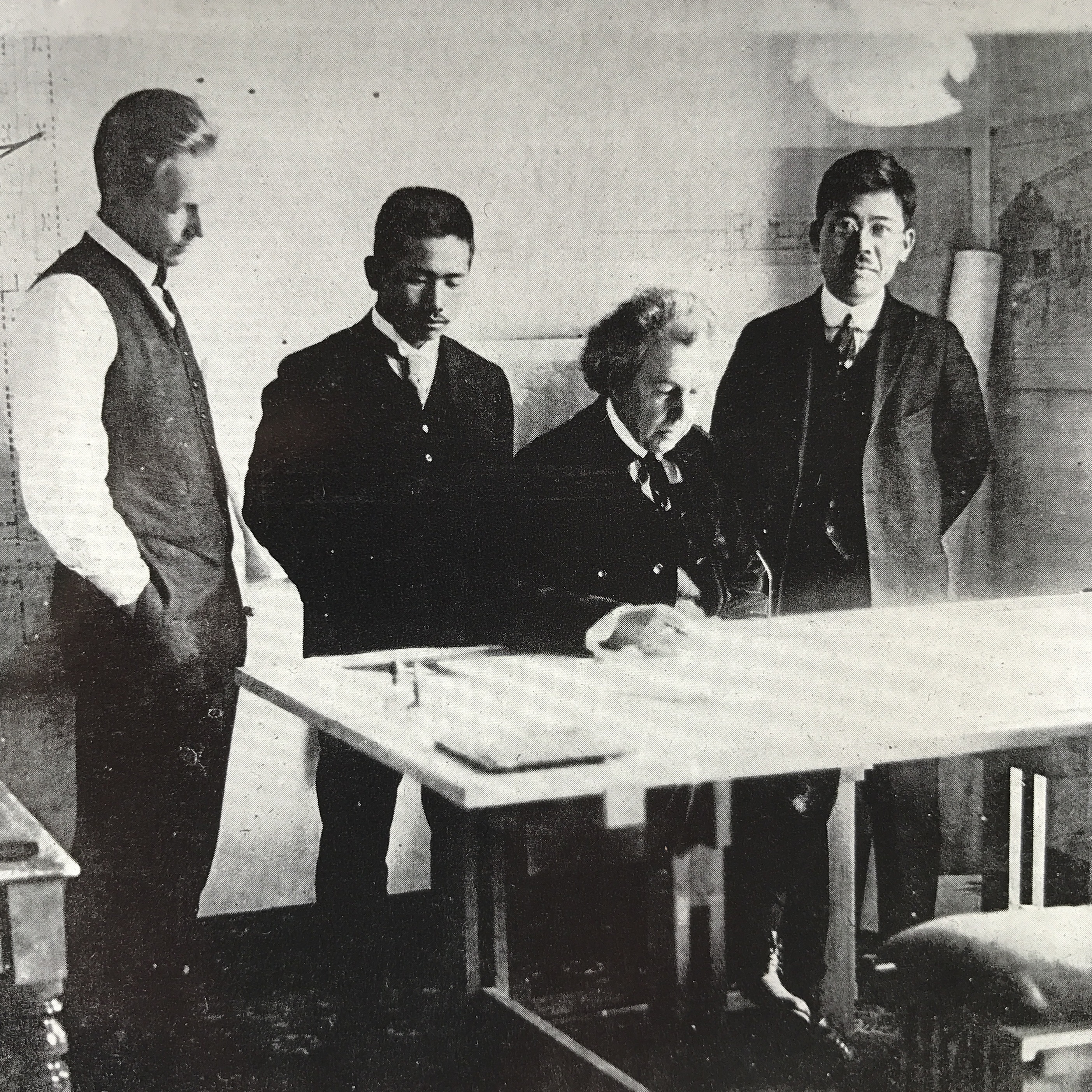
左から、ジョン・ロイド・ライト（フランク・ロイド・ライトの長男）、遠藤新、フランク・ロイド・ライト、伊藤文四郎

1889年、福島県宇多郡福田村（現：相馬郡新地町）に生まれる。相馬中学校、第二高等学校を経て東京帝国大学建築学科卒業。卒業の翌年には、建築界の大御所だった辰野金吾設計による東京駅建築の批判を発表した。明治神宮の建設に関わった後、1917年、帝国ホテルの設計を引き受けたライトの建築設計事務所に勤務。1919年にライトとともに渡米、翌年帰国、1921年までを帝国ホテル設計・監督中のライトの助手として働く。翌1922年、建築事務所を開設。
建設費用がかかり過ぎるとしてライトは解雇され、途中で帰国してしまうが、遠藤ら弟子が帝国ホテルを完成させた。関東大震災後には応急建築に奔走し、賛育会産院・乳児院、銀座ホテル、日比谷世帯の会マーケット、東洋軒、陶陶亭、盛京亭、第一屋分店・山邑酒造店などのバラック建築を手掛けた。また、自由学園、山邑邸も、ライトの基本設計を元に完成。1935年からは満州と日本を行き来して設計活動を行った。1945年満州にて第二次世界大戦の終戦を迎えたが、翌年心臓発作で入院し、半年後に日本に帰国した。1949年からは文部省学校建築企画協議会員を務め、戦後占領下の日本における学校建築のあり方に対する提言を行った。1951年4月体調を崩し、東大病院に入院。2ヶ月後の6月29日、心臓病のため同病院にて死去した。葬儀は自身の作品である新宿区下落合の目白ヶ丘教会で行われ、この教会での初の葬儀となった。
独立後もライトに心酔し、ライトばりの建築を設計し続けた。このため、ライトの使徒とも呼ばれ、独創性がないと軽視されることもあった。しかし、ライトの設計思想をよく理解した遠藤の作品は、ヒューマンスケールな広がりのある空間で多くの人に親しまれており、再評価が行われている。
息子である遠藤楽（1927-2003）、遠藤陶（1930-）、孫である遠藤現（1966-）も建築家である。

## 作品

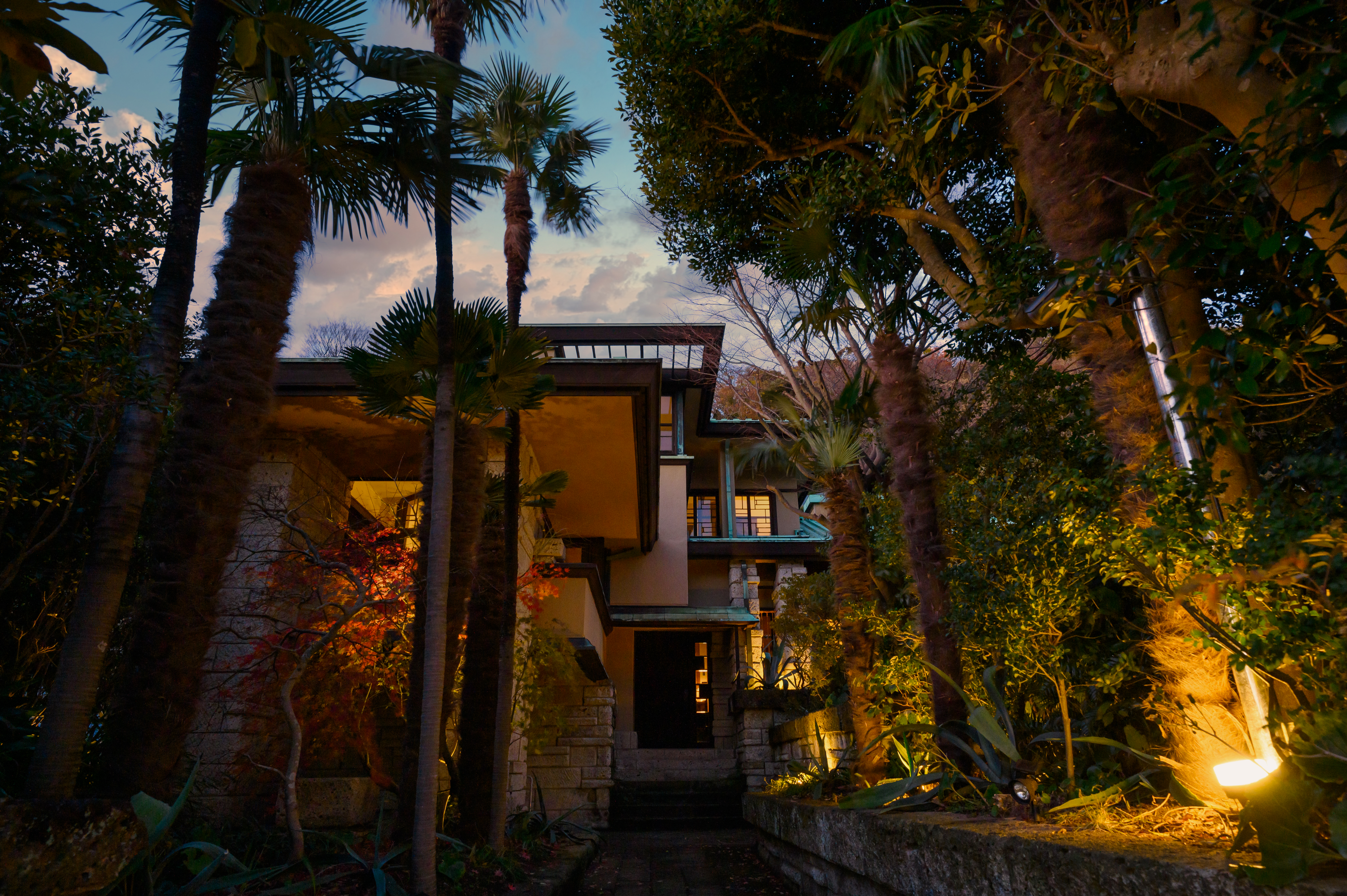
葉山加地邸1927年（昭和2年）2022-12-22撮影

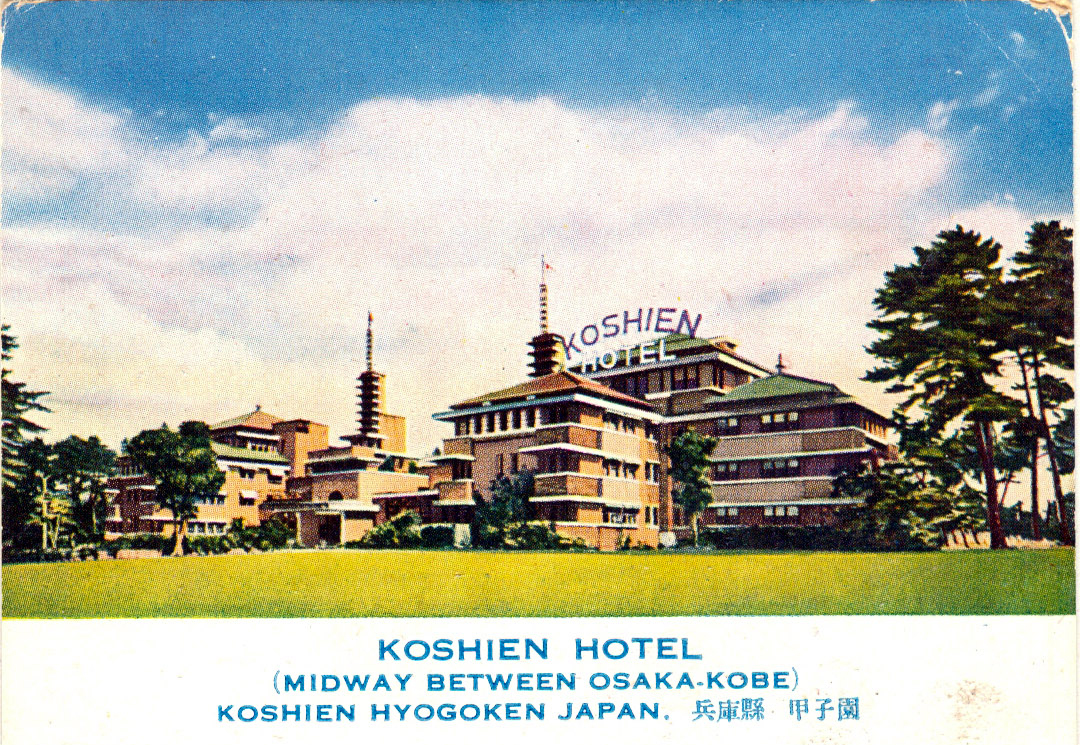
甲子園ホテル1930年（昭和5年）

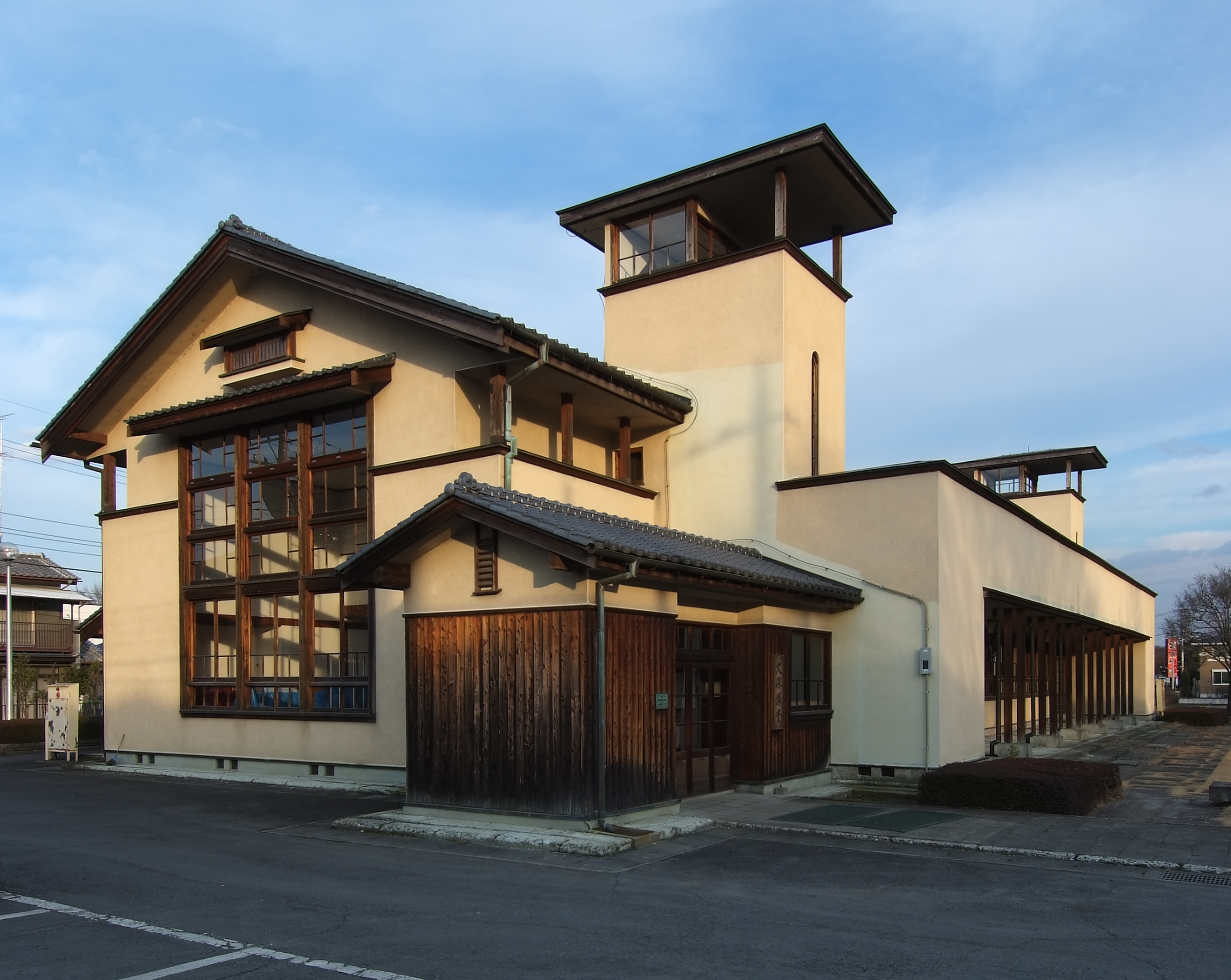
真岡尋常高等小学校講堂1938年（昭和13年）

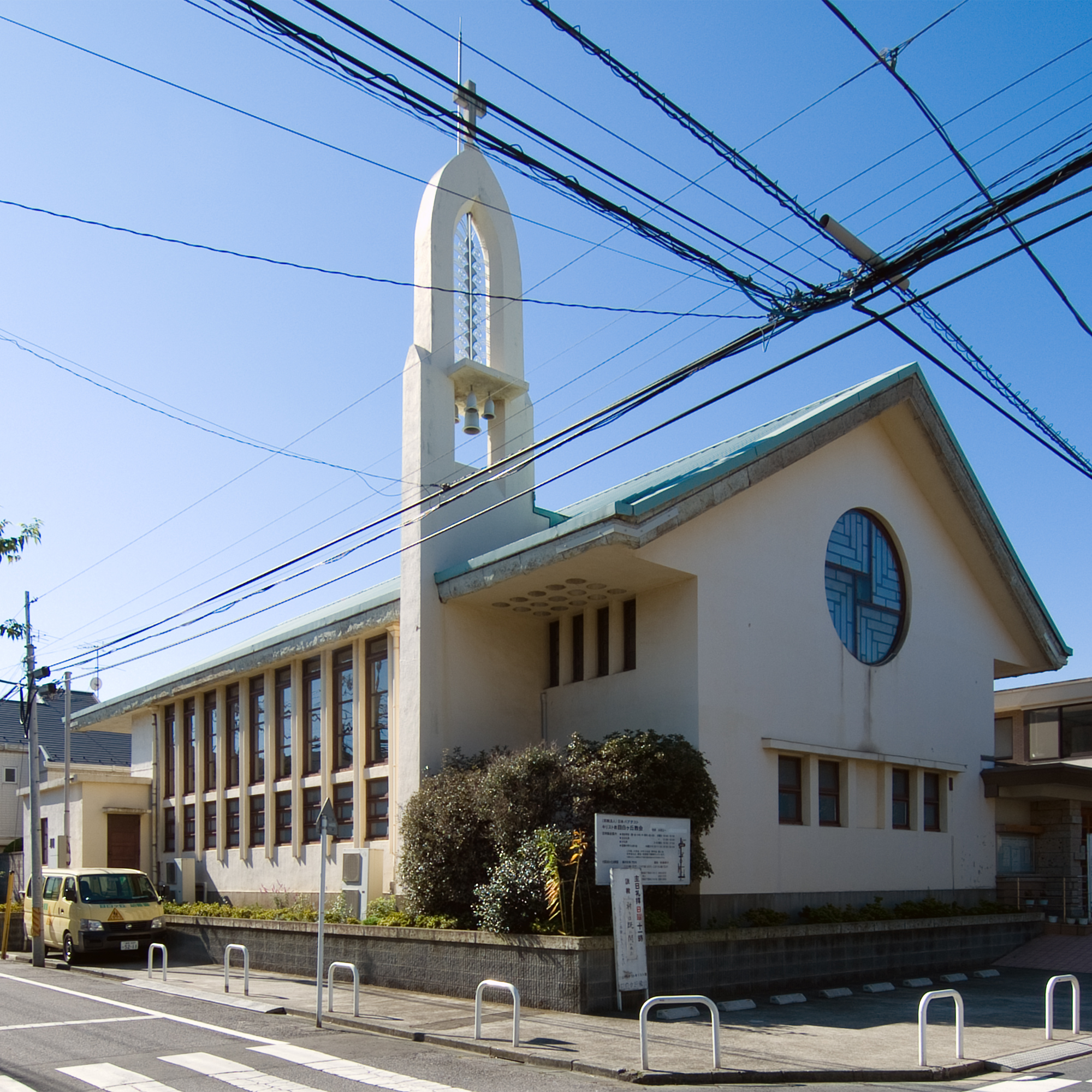
目白ヶ丘教会1950年（昭和25年）

| 名称                               | 年                 | 所在地             | 状態                   | 備考                                                                                    |
| ---------------------------------- | ------------------ | ------------------ | ---------------------- | --------------------------------------------------------------------------------------- |
| 自由学園明日館                     | 1922年（大正11年） | 東京都豊島区       | 重要文化財             | F.L.ライトと共作                                                                        |
| 犬養毅邸                           | 1922年（大正11年） | 東京都新宿区南元町 | 現存せず               |                                                                                         |
| 萩原庫吉邸                         | 1924年（大正13年） | 東京都世田谷区三宿 | 登録有形文化財         |                                                                                         |
| 旧山邑邸                           | 1924年（大正13年） | 兵庫県芦屋市       | 重要文化財             | 現・ヨドコウ迎賓館                                                                      |
| 上代淑邸                           | 1924年（大正13年） | 岡山市中区門田屋敷 | 現存せず               | 施主は山陽高等女学校校長。同校増築も手掛ける                                            |
| 星島義兵衛子供の家                 | 1924年（大正13年） | 岡山市中区門田屋敷 |                        | 施主は岡山県農工銀行頭取                                                                |
| 旧近藤賢二別邸                     | 1925年（大正14年） | 神奈川県藤沢市     | 登録有形文化財         | 藤沢市民会館敷地に移築                                                                  |
| 羽仁吉一邸                         | 1925年（大正14年） | 東京都豊島区西池袋 | 現存せず               | 1963年自由学園東久留米キャンパス内に移築、その後解体された                              |
| 福田得志邸                         | 1925年（大正14年） | 千葉県千葉市亥鼻   | 現存せず               | 施主は千葉大学薬理学教授。後に鹿児島大学学長                                            |
| 自由学園明日館講堂                 | 1927年（昭和2年）  | 東京都豊島区       | 重要文化財             |                                                                                         |
| 葉山加地邸（加地利夫別邸）         | 1927年（昭和2年）  | 神奈川県葉山町     | 登録有形文化財         | 施主は三井物産監査役 現在は宿泊施設                                                     |
| 旧石原謙邸                         | 1927年（昭和2年）  | 宮城県仙台市       |                        |                                                                                         |
| 矢田部勁吉邸                       | 1928年（昭和3年）  | 東京都武蔵野市     |                        | 個人邸兼「日本身体文化研究所」。施主は音楽家                                            |
| 高瀬荘太郎邸                       | 1928年（昭和3年）  | 東京都西荻北       |                        |                                                                                         |
| 賛育会病院                         | 1930年（昭和5年）  | 東京都墨田区       |                        |                                                                                         |
| 渡辺扶邸                           | 1930年（昭和5年）  | 東京都恵比寿       | 個人邸として現存       | 施主は帝国コークス社長                                                                  |
| 自由学園南沢キャンパス             | 1930年（昭和5年）  | 東京都東久留米市   | 東京都選定歴史的建造物 |                                                                                         |
| 甲子園ホテル                       | 1930年（昭和5年）  | 兵庫県西宮市       | 登録有形文化財         | 現・武庫川女子大学甲子園会館                                                            |
| 旧石原謙別邸                       | 1931年（昭和6年）  | 栃木県那須郡       |                        |                                                                                         |
| 旧小塩完次邸                       | 1931年（昭和6年）  | 福島県新地町       | 町の文化財             | 現・くるめがすりの家。東京都武蔵野市から移築。 施主は日本禁酒同盟理事長・世界連邦運動家 |
| 笹屋ホテル                         | 1932年（昭和7年）  | 長野県千曲市       | 登録有形文化財         | 現・戸倉温泉笹屋ホテル豊年虫                                                            |
| 田中富士雄邸                       | 1932年（昭和7年）  | 東京都西東京市     |                        |                                                                                         |
| 満州中央銀行総裁邸宅などの社宅群   | 1934年（昭和9年）  | 中国               |                        |                                                                                         |
| 満州中央銀行倶楽部                 | 1935年（昭和10年） | 中国               |                        |                                                                                         |
| 小宮一郎邸                         | 1937年（昭和12年） | 東京都西東京市     |                        | 施主は国文学者                                                                          |
| 児島善三郎邸                       | 1937年（昭和12年） | 東京都国分寺市     | 現存せず               |                                                                                         |
| 真岡尋常高等小学校講堂             | 1938年（昭和13年） | 栃木県真岡市       | 登録有形文化財         | 現・真岡市久保講堂                                                                      |
| 京見会館                           | 1941年（昭和16年） | 兵庫県姫路市       | 姫路市都市景観重要建物 |                                                                                         |
| 如蘭塾                             | 1942年（昭和17年） | 佐賀県武雄市       | 登録有形文化財         |                                                                                         |
| 小原鎌倉ホテル増改築               | 1950年（昭和25年） | 宮城県白石市       |                        | 現・ホテルかまくら                                                                      |
| 目白ヶ丘教会                       | 1950年（昭和25年） | 東京都新宿区       | 登録有形文化財         |                                                                                         |
| 飯能繊維（平岡レース）事務所・食堂 | 1950年（昭和25年） | 埼玉県飯能市       | 現存せず               | [ 9 ] [ 10 ] [ 11 ] [ 12 ]                                                              |

## 拙新論争
山本拙郎は、調度品まで統一されたスタイルやデザインに縛られる、遠藤（と師であるライト）の住宅思想には居住者の自由がないと批判。これに対し遠藤は、真に良い建築は調度品などにまで至る統一性を示唆できるようなものであると反駁している。

## 文献
- 「自由学園女子部の分析を通して“空間意識”を把握する」（船越徹他、建築文化1965年8月号）
- 「無の探勝 遠藤新の建築作品を巡っての考察試論」（南迫哲也、季刊カラム1984年4月号）
- 『遠藤新生誕100年記念ー人間・建築・恩恵ー』（INAXギャラリー、1989年）
- 『建築家遠藤新作品集』（中央公論美術出版、1992年）
- 『F.L.ライトと弟子達 日本人によるライトの受容と実践』（ギャルリータイセイ、1996年）
- 『帝国ホテルライト館の幻影ー孤高の建築家遠藤新の生涯』（遠藤陶、廣済堂出版、1997年）